# Aliyah (luchadora)
Nhooph Al-Areebi (Toronto, Ontario; 23 de noviembre de 1994) es una luchadora profesional canadiense. Actualmente compite en el circuito independiente bajo el nombre real. Es conocida por haber trabajado para la empresa WWE, donde se presentó bajo el nombre de Aliyah. Entre sus logros, destaca un reinado como Campeona Femenina en Parejas de WWE, con Raquel Rodríguez. 

## Primeros años
Cuenta con ascendencia árabe. En 2012, se graduó del Colegio Joseph de San José, y más tarde asistió al Colegio George Brown, donde estudio enfermería. También acudió a una escuela de entrenamiento en circo. Areebi decidió convertirse en luchadora luego de ir a ver en vivo el episodio del 5 de mayo de Raw, donde presenció una lucha entre Beth Phoenix y Mickie James.

## Carrera

### Inicios (2013-2015)
Areebi comenzó luchando en un circuito independiente, debutando para Squared Circle Wrestling (SCW) en enero de 2013. Jasmin lucho para una variedad de promociones en Canadá y Estados Unidos, incluyendo Pure Wrestling Association (PWA), Absolute Intense Wrestling (AIW), y New England Championship Wrestling (NECW).

### WWE

#### NXT (2015-2021)
El 17 de marzo, del 2015, se reportó que Areebi había firmado un contrato con WWE. Su contrato fue confirmado por WWE el 13 de abril. Areebi hizo su primera aparición en el territorio de desarrollo NXT durante el evento NXT TakeOver: Unstoppable el 20 de mayo, formando parte de la entrada para Tyler Breeze. Hizo su debut en-ring el 20 de junio durante un house show de NXT en Lakeland, Florida, haciendo equipo con Alexa Bliss y Lina siendo derrotadas por Carmella, Devin Taylor y Cassie. En octubre, Areebi recibió el nuevo nombre en ring Aliyah. Aliyah debutó en su primera lucha televisada en una Battle Royal para determinar a la contendiente principal  al Campeonato Femenino de NXT, que fue ganada por Carmella. El 26 de octubre obtuvo su primera victoria televisada derrotando a Billie Kay gracias a la interferencia de Liv Morgan. 
El 16 de noviembre en un episodio de NXT, Aliyah auxilió a Morgan del ataque de Billie y Peyton Royce, mismo en el que terminaría involucrada Ember Moon, este breve feudo culminaría con la victoria de Moon, Aliyah y Morgan sobre Kay, Royce y Daria Berenato, en el evento principal del siguiente episodio de NXT. El 30 de junio, Aliyah participó para calificar en el torneo Mae Young Classic, pero fue derrotada por Bianca BelAir. En 2018 tuvo pequeñas apariciones como Heel  saliendo derrotada en luchas individuales por Kairi Sane, Dakota Kai, Nikki Cross, Lacey Evans y Shayna Baszler.
En febrero del 2019, Aliyah unió fuerzas con Vanessa Borne para iniciar un pequeño feudo con Taynara Conti, mismo en el que salieron victoriosas después de derrotarla en dos ocasiones, Aliyah y Borne permanecerían como dupla bajo el nombre de "The Highers". En el NXT del 13 de noviembre fue derrotada por Xia Li, durante el combate Li la lesionó (kayfabe) de la nariz, dejando a Vanessa Borne en solitario. En realidad Aliyah se sometería a una rinoplastia por lo que estaría fuera de acción unas semanas, antes de volver, su alianza con Borne se disolvió después de que está fuera ascendida al roster principal. Finalmente regresó el 25 de marzo en NXT, originalmente teniá que enfrentarse a Xia Li en un combate clasificatorio por una oportunidad al Campeonato Femenino de NXT de Rhea Ripley, sin embargo, Io Shirai la sustituyó. El 1 de abril, Aliyah enfrentó a Shotzi Blackheart, Dakota Kai, Deonna Purrazzo, Kayden Carter y a Xia Li en un Gauntlet Match para clasificar a la ladder Match por una oportunidad titular contra Rhea Ripley, sin embargo, fue eliminada por Blackheart.
En el NXT emitido el 13 de julio, junto a Jessi Kamea fue derrotada por Kacy Catanzaro y Kayden Carter, después del combate, Aliyah abandonó la Robert Stone Brand atacando a Stone, siendo esta su última lucha como parte de la marca amarilla.

#### Roster principal (2021-2023)
Después de su salida de NXT, Aliyah tuvo algunas Dark Match en SmackDown, la primera siendo celebrada el 16 de julio, donde fue derrotada por Xia Li, estableciéndose como Face. Su primera lucha televisada como parte del roster principal se emitió el 12 de agosto en WWE Main Event, donde derrotó a Dakota Kai. En el episodio del 2 de octubre de 2021 de Talking Smack, se anunció que Aliyah fue reclutada para la marca SmackDown como parte del Draft de la WWE 2021, que entrará en vigencia a partir del 22 de octubre. Aliyah participaría en Survivor Series como parte del Team SmackDown junto a Sasha Banks, Natalya, Shotzi y Shayna Baszler. Sin embargo, la asistente del gerente general, Sonya Deville, la eliminó del Team SmackDown justo después de que Aliyah ganara su lucha debut el 12 de noviembre, donde junto a Banks y Naomi derrotó a Baszler, Shotzi y Natalya, siendo ella misma la que cubrió a esta última. Al poco tiempo inicio una rivalidad con Natalya, derrotándola el 14 de enero del 2022 y a su vez estableciendo el récord de la victoria más rápida en WWE, en un tiempo de 3.17 segundos.
Los siguientes meses mantuvo pequeñas rivalidades con Shotzi y Lacey Evans, sin embargo, estas nunca llegaron a nada al ser canceladas rápidamente. Aliyah no tomó mayor relevancia hasta el inicio del torneo para coronar a las nuevas Campeonas femeninas en parejas, donde formó equipo con Raquel Rodríguez logrando eliminar en la primera ronda a Shotzi y Xia Li, en la semifinal a Natalya y Sonya Deville y en la final a Dakota Kai e Iyo Sky en el evento central de Raw del 29 de agosto, convirtiéndose en campeonas en parejas y siendo esta la primera presea de Aliyah dentro de la empresa. Luego de no hacer ni una sola aparición en la programación de WWE en 2023, el 21 de septiembre de ese año, Aliyah fue liberada de su contrato.

### Regreso al circuito independiente (2024-presente)
Al-Areebi regresó al circuito independiente el 6 de octubre de 2024, donde luchó contra Zayda Steel en un combate para Destiny Wrestling. El 11 de noviembre de 2024, Al-Areebi derrotó a Tiffany Nieves para convertirse en campeona femenina de Destiny.

## Campeonatos y logros
- Destiny World Wrestling

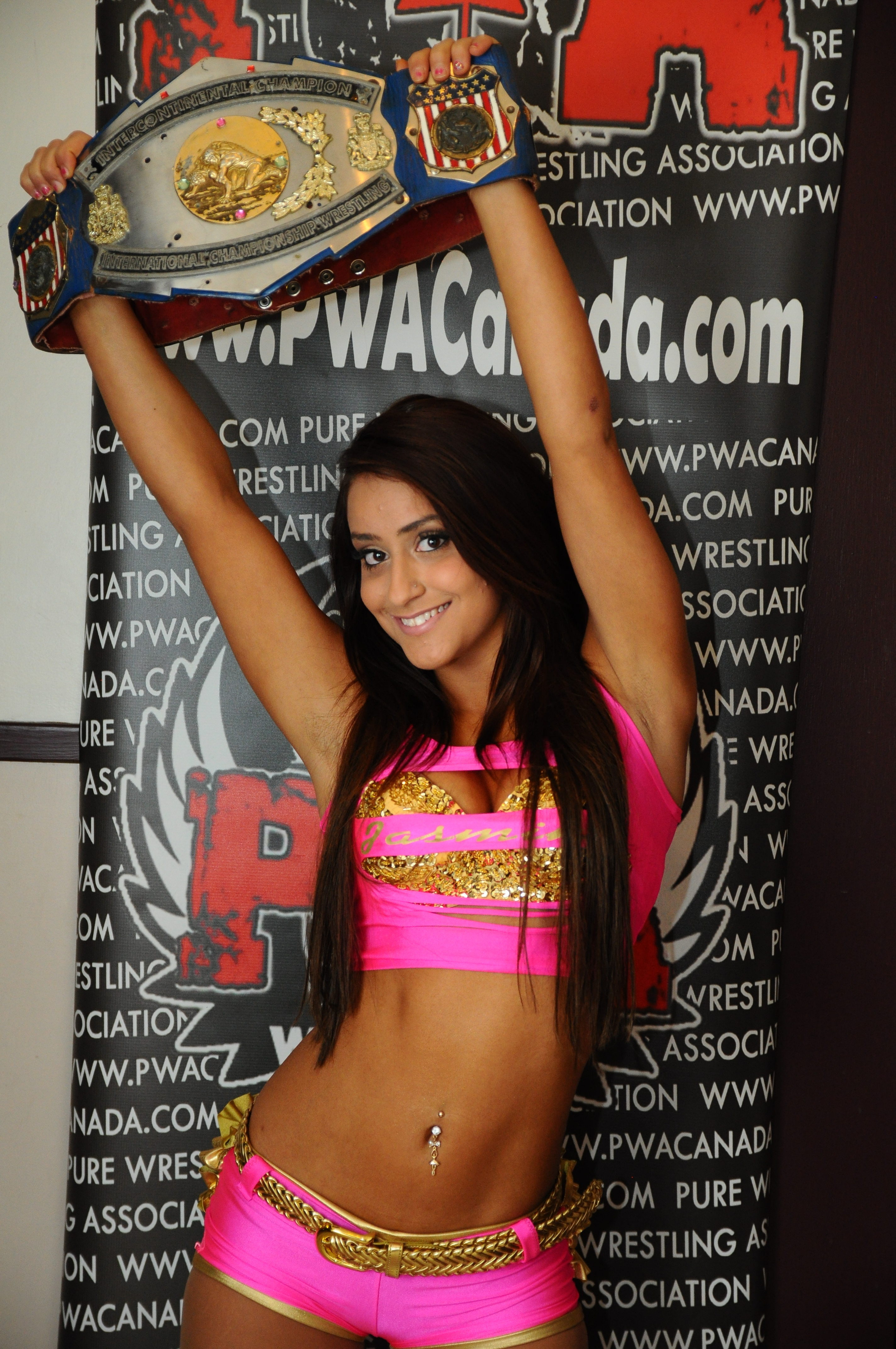
Aliyah con el PWA Women's Championship en enero de 2014

  - Destiny Women's Championship (1 vez, actual)[19]

- Great Canadian Wrestling
  - GCW Women's Championship (1 vez)[20]

- Pure Wresting Association
  - PWA Women's Championship (1 vez)[21]

- World Wrestling Entertainment/WWE
  - WWE Women's Tag Team Championship (1 vez) – con Raquel Rodríguez